# Marići (Sveta Nedelja)
Marići is een plaats in de gemeente Sveta Nedelja in de Kroatische provincie Istrië. De plaats telt 72 inwoners (2001).